# Hugo Rodrigues
Hugo Rodrigues (* 1. April 1967) ist ein portugiesischer Badmintonspieler. 

## Karriere
Hugo Rodrigues ist einer der erfolgreichsten Badmintonspieler Portugals auf nationaler Ebene. Bis 2010 gewann er über 20 Meistertitel in seinem Heimatland. 1999 nahm er an der Weltmeisterschaft teil und siegte bei den Argentina International.

## Sportliche Erfolge
| Saison | Veranstaltung                                | Disziplin    | Platz | Name                               |
| ------ | -------------------------------------------- | ------------ | ----- | ---------------------------------- |
| 1992   | Portugal: Einzelmeisterschaften der Junioren | Herrendoppel | 1     | Hugo Rodriges / R. Caires          |
| 1993   | Portugal: Einzelmeisterschaften der Junioren | Herreneinzel | 1     | Hugo Rodrigues                     |
| 1993   | Portugal: Einzelmeisterschaften der Junioren | Herrendoppel | 1     | Goncalo Traquina / Hugo Rodrigues  |
| 1995   | Spanish International                        | Mixed        | 1     | Hugo Rodrigues / Ana Ferreira      |
| 1996   | Portugal: Einzelmeisterschaften              | Mixed        | 1     | Hugo Rodrigues / Ana Ferreira      |
| 1996   | Portugal: Einzelmeisterschaften              | Herrendoppel | 1     | Hugo Rodrigues / Marco Vasconcelos |
| 1997   | Portugal: Einzelmeisterschaften              | Mixed        | 1     | Hugo Rodrigues / Ana Ferreira      |
| 1997   | Portugal: Einzelmeisterschaften              | Herrendoppel | 1     | Fernando Silva / Hugo Rodrigues    |
| 1997   | Portugal International                       | Herrendoppel | 1     | Fernando Silva / Hugo Rodrigues    |
| 1998   | Portugal: Einzelmeisterschaften              | Herrendoppel | 1     | Fernando Silva / Hugo Rodrigues    |
| 1998   | Portugal: Einzelmeisterschaften              | Mixed        | 1     | Hugo Rodrigues / Ana Ferreira      |
| 1999   | Weltmeisterschaft                            | Mixed        | 33    | Hugo Rodrigues / Ana Ferreira      |
| 1999   | Weltmeisterschaft                            | Herrendoppel | 33    | Hugo Rodrigues / Marco Vasconcelos |
| 1999   | Argentina International                      | Mixed        | 1     | Hugo Rodrigues / Ana Ferreira      |
| 1999   | Portugal: Einzelmeisterschaften              | Mixed        | 1     | Hugo Rodrigues / Ana Ferreira      |
| 1999   | Portugal: Einzelmeisterschaften              | Herrendoppel | 1     | Fernando Silva / Hugo Rodrigues    |
| 2000   | Portugal: Einzelmeisterschaften              | Mixed        | 1     | Hugo Rodrigues / Marco Vasconcelos |
| 2000   | Portugal: Einzelmeisterschaften              | Herrendoppel | 1     | Hugo Rodrigues / Marco Vasconcelos |
| 2001   | Portugal: Einzelmeisterschaften              | Mixed        | 1     | Hugo Rodrigues / Helena Berimbau   |
| 2001   | Portugal: Einzelmeisterschaften              | Herrendoppel | 1     | Hugo Rodrigues / Marco Vasconcelos |
| 2002   | Portugal: Einzelmeisterschaften              | Herrendoppel | 1     | Hugo Rodrigues / Marco Vasconcelos |
| 2004   | Portugal: Einzelmeisterschaften              | Herrendoppel | 1     | Hugo Rodrigues / Marco Vasconcelos |
| 2005   | Portugal: Einzelmeisterschaften              | Herrendoppel | 1     | Hugo Rodrigues / Marco Vasconcelos |
| 2007   | Portugal: Einzelmeisterschaften              | Mixed        | 1     | Hugo Rodrigues / Vânia Leça        |
| 2008   | Portugal: Einzelmeisterschaften              | Mixed        | 1     | Hugo Rodrigues / Telma Santos      |
| 2009   | Portugal: Einzelmeisterschaften              | Mixed        | 1     | Hugo Rodrigues / Telma Santos      |
| 2010   | Portugal: Einzelmeisterschaften              | Mixed        | 1     | Hugo Rodrigues / Telma Santos      |
| 2012   | Portugal: Einzelmeisterschaften              | Herrendoppel | 1     | Fernando Silva / Hugo Rodrigues    |
| 2013   | Portugal: Einzelmeisterschaften              | Herrendoppel | 1     | Fernando Silva / Hugo Rodrigues    |
| 2014   | Portugal: Einzelmeisterschaften              | Herrendoppel | 1     | Fernando Silva / Hugo Rodrigues    |